# 何禮 (明朝)
何禮（1422年—？），字文敬，浙江嚴州府淳安縣人，明朝政治人物。進士出身。

## 生平
浙江鄉試第三十一名。天順元年（1457年）丁丑科會試第二百五十名，殿試登進士第三甲第一百二十名。

## 家族
曾祖父何道敏。祖父何憲文。父亲何廷烈。